# Media luna (símbolo)

Ejemplo de media luna.

La media luna es un símbolo o emblema usado en el arte para representar una fase lunar, normalmente la creciente en su primer cuarto según el hemisferio norte, o simplemente un símbolo para representar a la Luna.
Es un atributo iconográfico del dios Shiva en la tradición hinduista, ya que lleva la media luna sobre su cabeza, simbolizando que es el señor del tiempo, siendo él mismo atemporal.
Se utiliza como símbolo astrológico de la Luna y, por tanto, como símbolo alquímico de la plata.En la mitología clásica, era un emblema de Diana/Artemisa y, por tanto, representaba la virginidad. En la veneración mariana católica, se asocia con la Virgen María. A menudo se representa a María de acuerdo con la descripción del Apocalipsis, capítulo 12: "con una luna [creciente] bajo sus pies y en su cabeza una corona de 12 estrellas".
Desde que empezó a colocarse en lo alto de los yamures de los minaretes de las mezquitas otomanas, también comenzó a asociarse al islam. Ha sido usada como figura en la heráldica y muchos países y organizaciones benéficas usan la medialuna en su bandera.

## Simbolismo

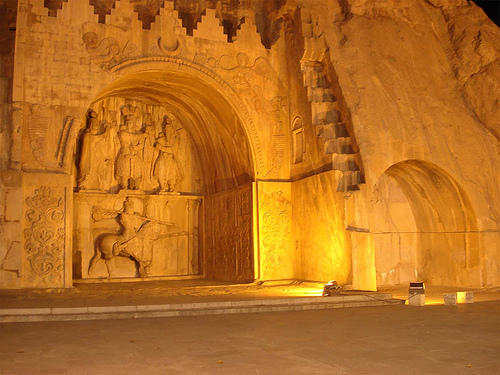
Taq-i Bostan, yacimiento del Imperio sasánida, donde puede observarse una media luna sobre el arco.

El símbolo de la media luna comenzó a utilizarse para representar a la Luna como tal, no necesariamente una fase lunar como creciente o menguante. El símbolo de luna creciente se utilizó durante mucho tiempo como símbolo astrológico de la Luna y, por tanto, como símbolo alquímico de la plata.El uso astrológico de este símbolo se remonta a papiros griegos antiguos que contenían los horóscopos. En el planisferio de Bianchini del siglo II, la personificación de la Luna se muestra con una luna creciente en su tocado.
La antigua asociación de este símbolo con Ishtar/Artarté y Artemisa/Diana representa el principio femenino, contraponiéndose al Sol como símbolo masculino, y especialmente a la virginidad y la castidad femenina, ya que Artemisa/Diana era una diosa virgen. En la simbología cristiana, la media luna comenzó a asociarse a la iconografía mariana, ya que María se identificó con la Mujer del Apocalipsis, descrita "con una luna bajo sus pies y una corona de doce estrellas sobre su cabeza" en el Apocalipsis. La representación más conocida de María como Mujer del Apocalipsis es la Virgen de Guadalupe.

## Historia

### Antigüedad

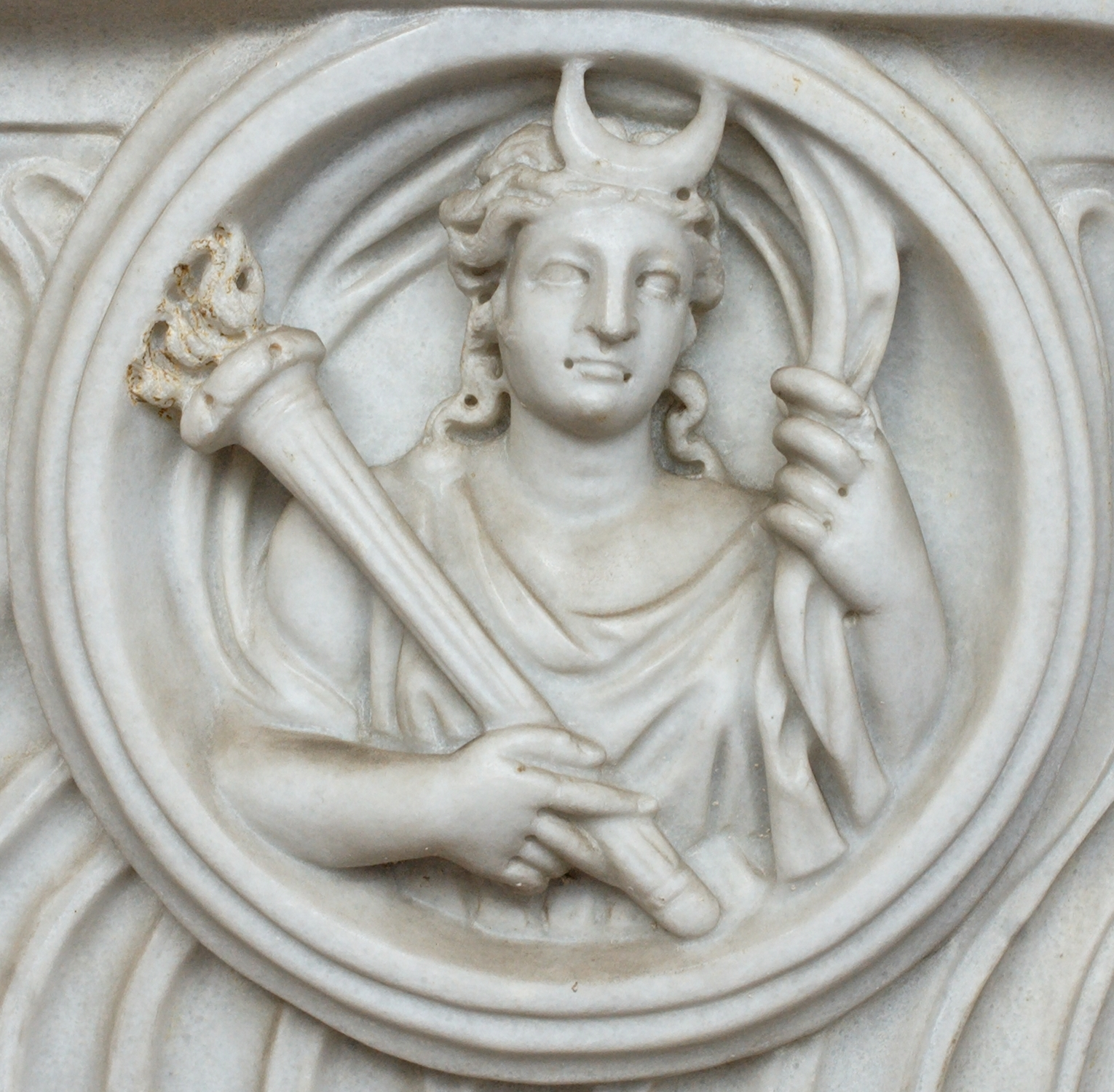
La diosa Selene con la media luna sobre su cabeza.

La media luna fue usada para representar la Luna y la deidad lunar Sin desde la cultura mesopotámica, tal y como puede verse en los sellos cilíndricos acadios que datan del 2300 a. C. También fue usado en la iconografía del antiguo Oriente Próximo y por los fenicios en el siglo VIII a. C. hasta Cartago y Numidia, las modernas Túnez y Argelia. La creciente y estrella también aparecen en monedas preislámicas de Arabia y representaba a la Luna y a Ishtar, el planeta Venus, a menudo combinada en una tríada con el disco solar. Fue heredado por la iconografía sasánida y helenística.
Selene, la diosa lunar, era representada con una media luna sobre su cabeza, a menudo referida como sus cuernos, un atributo en el que aparece en la mayoría de obras de arte. En la iconografía del período helenístico, la media luna se convirtió en el símbolo de Artemisa/Diana, la diosa virgen asociada con la Luna. Existen numerosas descripciones que muestran a la diosa con la media luna como parte de su tocado. El símbolo de la creciente y estrella era el emblema de la dinastía de Mitrídates en el Reino del Ponto y también fue usado como emblema de Bizancio.

### Medievo

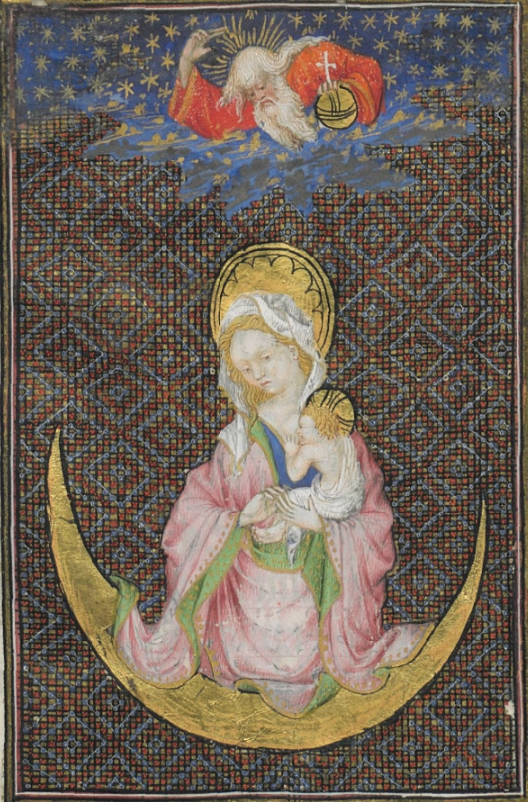
Miniatura de una Madonna sobre una medialuna. Maestro de Las Grandes Horas de Rohan,

La media luna se convirtió en el emblema del Imperio sasánida, usado como símbolo astrológico del zoroastrismo. En las Cruzadas comenzó a asociarse con Oriente (el Imperio bizantino, el Levante mediterráneo y los reinos cruzados en general) y se usó, a veces junto a la estrella, en los sellos y monedas cruzados. Isaac Comneno de Chipre, el aspirante al trono bizantino que gobernó Chipre hasta su derrocamiento por el rey Ricardo I de Inglaterra, usaba en su escudo "una media luna dorada en un fondo azul con una estrella brillante de ocho puntas". Más tarde, Ricardo I le concedió este mismo escudo a la ciudad de Portsmouth, como agradecimiento por el gran número de soldados, navegantes y barcos llevados desde Portsmouth para la conquista de Chipre. Actualmente continúa siendo el escudo de la ciudad.
Anna Notaras, hija del último megas doux del Imperio bizantino Lucas Notaras, tras la caída de Constantinopla y su exilio a Italia, realizó un sello con su escudo que incluía "dos leones sobre una media luna que sostienen una cruz o una espada".
Debido a su uso en el Imperio sasánida, la media luna también entró en la iconografía islámica tras la conquista musulmana de Persia. Se dice que el califa ortodoxo Umar ibn al-Jattab obtuvo dos adornos con forma de media luna de la capital sasánida Ctesifonte y los trasladó a la Kaaba. También se adoptó como emblema de las banderas militares de los ejércitos musulmanes desde el siglo XIII, aunque la mayoría de expertos coinciden en que su uso se amplificó más tarde, en el siglo XIV o XV. El uso de estas banderas está atestiguado en el Libro del Conoscimiento y el Atlas Catalán, ambos del siglo XIV. Algunas insignias se atribuyen a Gabes, Tremecén, Túnez y Buda, Nubia/Dongola y a los mamelucos de Egipto.
La forma de representar a la Virgen María sentada sobre una media luna en el catolicismo comenzó a aplicarse a partir del siglo XV.

### Edad Moderna

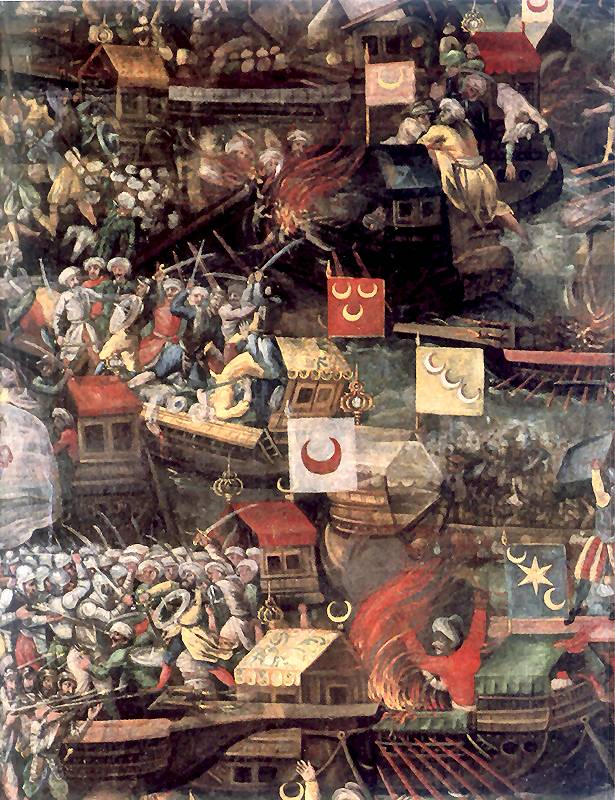
Pintura de la Batalla de Lepanto de 1571 realizada por Tommaso Dolabella (c. 1632) que muestra las banderas de la Armada otomana con medias lunas.

La carta del tarot de la "Sacerdotisa" también lleva una media luna sobre su cabeza. Conrad Grünenberg en su Viaje a Tierra Santa (1486) destaca que las ciudades de Tierra Santa tienen medias lunas en sus yamures. Los barcos otomanos parecen haber llevados banderas con medias lunas desde al menos el siglo XVI.
Algunos grabados de la Batalla de Lepanto (1571), incluyendo el de Agostino Barberigo de Roma realizado unas semanas tras la contienda y el de Martino Rota de Venecia al año siguiente, muestran a los barcos otomanos con banderas con una o varias medias lunas en varias orientaciones. Rota también muestra las medias lunas también de los barcos y de las fortalezas representadas en el fondo. La adopción de la creciente y estrella como símbolo nacional otomano se produjo durante el reinado del sultán Mustafá III (1757-1774) y se fue extendiendo durante las siguientes décadas. Un decreto de 1793 obligó a que todos los barcos de la Armada otomana muestren esta bandera.
Mehmet Alí, quien se convirtió en pashá de Egipto en 1805, estableció la primera bandera nacional egipcia: rojo con tres medias lunas blancas, cada una acompañada por una estrella blanca.La asociación de la media luna con el Imperio otomano fue provocando que se le relacionara con el islam en el siglo XX. La Media Luna Roja comienza a reemplazar a la Cruz Roja durante la guerra turco-rusa de 1877-78, y fue oficialmente fundada en 1929.
Mientras que algunas organizaciones islámicas desde los años 1970 han adoptado la media luna como su logo o emblema, algunas publicaciones musulmanas intentan enfatizar que la media luna, históricamente usada en las banderas de los ejércitos musulmanes, como "símbolo religioso" del islam fue un error cometido por los "cristianos europeos". La identificación de la media luna como "símbolo islámico" es mencionado por James Hastings como un "error común" en el que caen "incluso grandes escritores orientalistas" desde tan pronto como 1928.